# Alessandra Guerra Franco
Alessandra Guerra Franco née le 5 avril 1981 à Santa Gertrudes, est une joueuse brésilienne de volley-ball. Elle mesure 1,84 m et évolue au poste de réceptionneuse-attaquante.

## Clubs
| Club                    | De        | À         |
| ----------------------- | --------- | --------- |
| EC União Suzano         | 2003-2004 | 2003-2004 |
| Volley Bellinzone       | 2005-2006 | 2005-2006 |
| Esporte Clube Pinheiros | 2006-2007 | 2006-2007 |
| Vandœuvre Nancy VB      | 2007-2008 | 2010-2011 |
| Béziers Volley          | 2011-2012 | 2013-2014 |
| Vannes Volley-Ball      | 2014-2015 | 2014-2015 |
| ES Le Cannet            | 2015-2016 | 2015-2016 |
| VC Marcq-en-Barœul      | 2016-2017 | …         |

## Palmarès
- Championnat de France
  - Finaliste : 2013
- Supercoupe de France
  - Vainqueur : 2015.